# Martin Dempsey

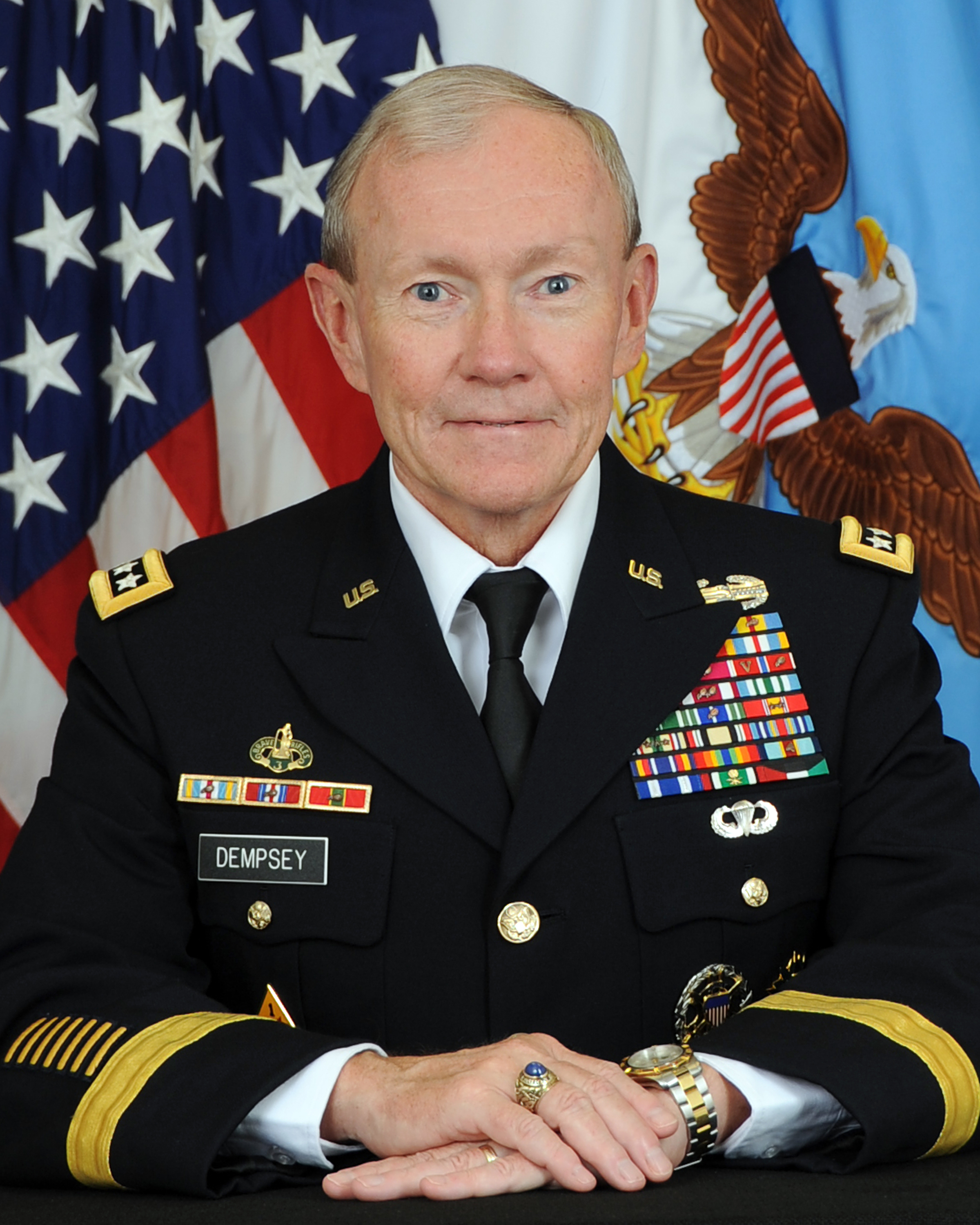
Portret oficial al generalului
Martin E. Dempsey

Generalul Martin E. Dempsey (n. 14 martie 1952, Goshen, statul New York) a fost cel de-al 37-lea șef de stat major al armatei americane (Chief of Staff of the Army) timp de 149 zile, din 11 aprilie 2011 până la 7 septembrie 2011. Momentan este al 18-lea Șef al Statului Major Interarme american (Chairman of the Joint Chiefs of Staff), cel  mai înalt grad militar din Statele Unite.